# بالناریو آروئیو دو سیلوا
بالناریو آروئیو دو سیلوا (به پرتغالی: Balneário Arroio do Silva) یک منطقهٔ مسکونی در برزیل است که در سانتا کاتارینا واقع شده‌است. بالناریو آروئیو دو سیلوا ۱۳٬۴۳۰ نفر جمعیت دارد.